# Dysauxes ochreapuncta
Dysauxes ochreapuncta là một loài bướm đêm thuộc phân họ Arctiinae, họ Erebidae.